# محمد موجي ليبان
محمد موجي ليبان (بالصومالية: Maxamed Mooge Liibaan) هو عازف ومغني صومالي بارز. ولد سنة 1945م، وكان هو وأخوه من أشهر المطربيين في الفن الصومالي. قُتل محمد موجي ليبان عام 1984 في إثيوبيا بضواحي منطقة أوير المحاذية للصومال.

## تاريخ
ولد محمد موجي ليبان في هرجيسا بالصومال البريطاني سنة 1945. ينحدر من عشيرة الغرحجس المنتمية لقبيلة إسحاق الصومالية أحد أكبر قبائل البلاد. وقبل أن يبدأ مسيرته الموسيقية، عمل مدرسًا ثم بدأ الغناء والتأليف في سن مبكرة رفقة شقيقه أحمد موجي ليبان، وانضم بعدها ٳلى فرقة وابيري الموسيقية. يعتبر الكثير من الصوماليين محمد موجي ليبان من أعظم الموسيقيين الصوماليين الذين مروا في البلاد. لقد كان مشهورًا جدًا بسبب قدراته المذهلة في العزف على العود، وهي آلة كان يصطحبها أينما حل.
ٳستُشهد محمد موجي ليبان في يوم 4 يونيو سنة 1984، بمدينة أوير بالمنقطة الصومالية في ٳثيوبيا.

## أغاني
الأغاني الشعبية لمحمد موجي ليبان ممثلة فيما يلي:
- قلت نعم (Aamiinta kula idhi)

- اللهم امين (Allahayow nin daacad ah)

- العالمية (Adduunyoow)
- أنت والحب (Adigiyo jacaylkana)
- اخرجي يا حضراوو (Baxsanow Hadraawow)
- الغضب الشعبي (Ciilka Dadweynaha)
- لا تتراجع (Dadka hayska weyneyn)
- السياحة (Dalxiis)
- لا تغنى (Dhayyal looma heesee)
- البلد الام (Dhulkii hooyo)
- قارب الحب (Doonidii Jacaylka)
- قلبي (Galbis)
- ربيع (Guga)
- البنات مختلفات (Habluhu kala wanaagsan)
- هامي أيو جاكيل (Hami Iyo Jacayl)
- الصبر للمرأة (Haween U Samir)
- آديل (Idil)
- إيفكا (Ifka)
- جراب (Jirab)
- أنسدح (La Jiifiyaana)
- ماذا حدث لي أنا رجل كثير الجمال (Maxaa Iga Galay Nin Geel Badan)
- محمد (Maxamed)
- مزايا النساء (Mudantii haweenkaa)
- نبسيغا هيشا (Nabsiga Hiisha)
- اكتساب الذات (Nafta Ku Ogolaatay)
- سطح جسدي (Oogada Jirkeygiyo)
- ساكسارلا (Saxarla)
- صيلاحة (Saylaha)
- عامة (Shacbaan)
- انه رجل عجوز (Waa Oday Kasheekee)
- القلق (Walaac)
- كبار السن (Waayeel Dadow)
- ساحل جيبوتي (Xeebtaa Jabuuti)
- زيلو جانو (Xilo Jano)

- لا تفكر في سبب آخر (sabab kale ha moodine)

## روابط خارجية
- أغاني محمد موجي ليبان
- الموقع الرسمي